# 松井静郎
松井 静郎（まつい しずろう、1908年6月23日 - 1997年12月18日）は、日本の経営者。

## 経歴・人物
兵庫県赤穂市出身。1931年に関西大学法学部法科を卒業した。大蔵省、国税庁での勤務を経て、1967年にロッテに転じた。1971年に専務、1976年には副社長に就任した。1971年から1995年までロッテオリオンズ（1992年、千葉ロッテマリーンズに改称）球団社長を務めた。
1978年に勲三等瑞宝章を受章した。
1997年12月18日、腎不全で死去した。89歳没。